# Liste der Monuments historiques in Domagné
Die Liste der Monuments historiques in Domagné führt die Monuments historiques in der französischen Gemeinde Domagné auf.

## Liste der Objekte
| Bezeichnung                                              | Beschreibung                            | Standort                | Kennzeichnung | Schutzstatus | Datum | Bild |
| -------------------------------------------------------- | --------------------------------------- | ----------------------- | ------------- | ------------ | ----- | ---- |
| Retabel des südlichen Querhauses                         | Stein und Holz, 17. Jahrhundert         | in der Kirche St-Médard | PM35001092    | Inscrit      | 1974  |      |
| Zwei Skulpturen: Heiliger Laurentius und heiliger Medard | Holz, polchrom gefasst, 18. Jahrhundert | in der Kirche St-Médard | PM35001093    | Inscrit      | 1974  |      |